# Lisa Henni

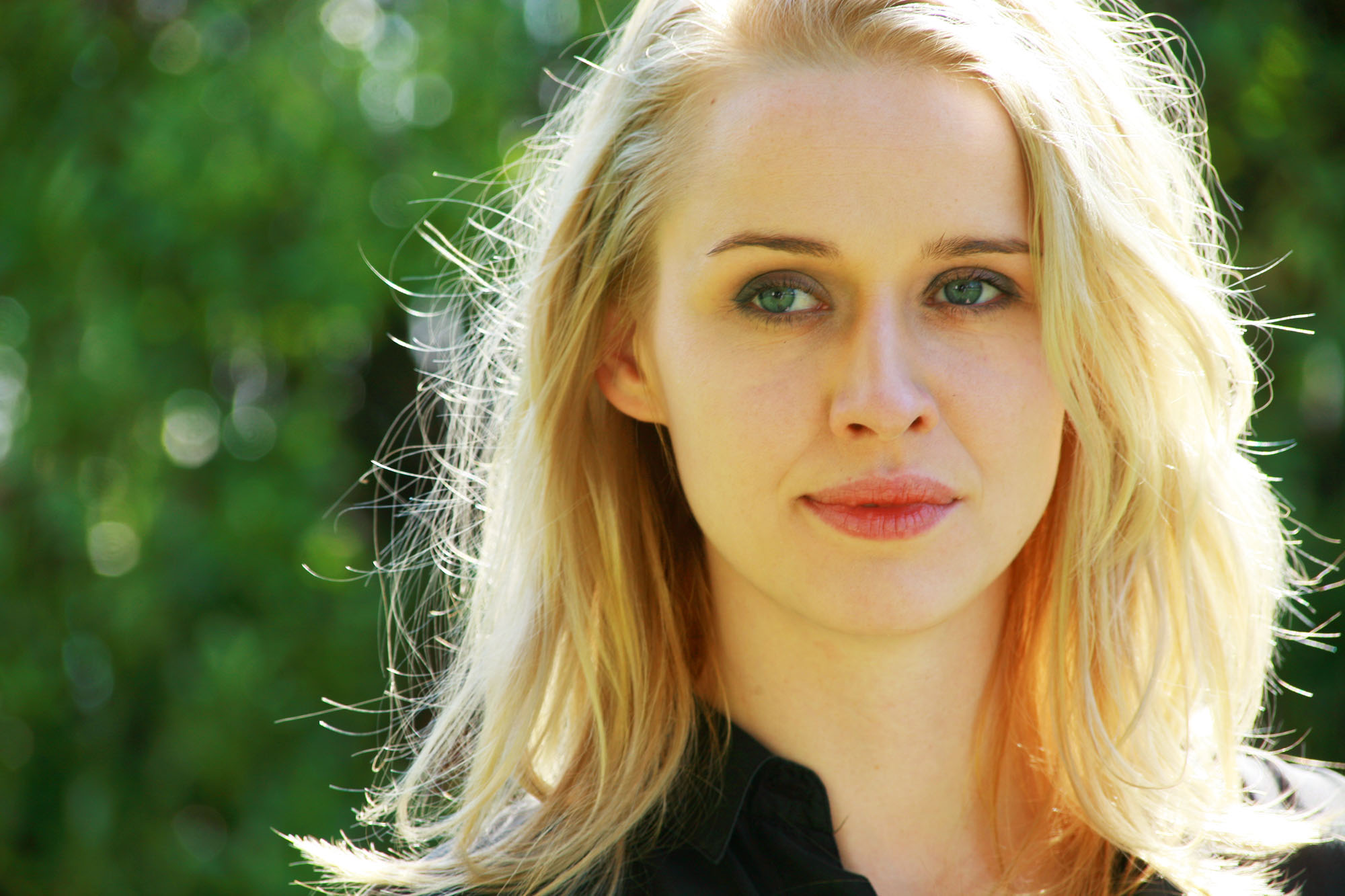
Lisa Henni (2010)

Lisa Henni (* 19. September 1982 in Östersund, Jämtlands län) ist eine schwedische Schauspielerin.

## Leben
Ihre Schauspielausbildung absolvierte Henni an der Mountview Academy of Theatre Arts in London.
Für den 2007 uraufgeführten Kurzfilm Workshopen stand sie erstmals vor der Kamera und drei Jahre später debütierte sie mit der weiblichen Hauptrolle in dem Kinofilm Easy Money – Spür die Angst. Danach hatte sie diverse Filmrollen und erneut die weibliche Hauptrolle in dem Horror-Thriller Cabin of the Dead.

## Filmografie (Auswahl)
- 2010: Easy Money – Spür die Angst (Snabba Cash)
- 2012: Ein Fall für Annika Bengtzon: Kalter Süden (Fernsehserie)
- 2012: Easy Money 2: Hard To Kill (Snabba Cash II)
- 2012: Wither (Vittra)
- 2013: Rosor, kyssar och döden
- 2013: Der Kommissar und das Meer: Der böse Mann (Fernsehserie)
- 2024: Remake
- 2014: Tillbaka till Bromma
- 2014: Söder om Folkungagatany (Fernsehserie, 6 Folgen)
- 2020–2022: Lyckoviken (Fernsehserie, 18 Folgen)
- 2015: Kommissar Beck: Sjukhusmorden (Fernsehserie)
- 2016: Midnight Sun (Midnattssol, Fernsehserie, 2 Folgen)
- 2017: Fallet (Fernsehserie, 8 Folgen)
- 2018: The Unthinkable – Die unbekannte Macht (Den blomstertid nu kommer)
- 2018–2020: Rig 45 (Fernsehserie, 12 Folgen)
- 2018–2020: Leif & Billy (Fernsehserie, 2 Folgen)
- 2020–2022: Lyckoviken (Fernsehserie, 18 Folgen)
- 2021: Eva & Adam
- 2021: Zebrarummet (Fernsehserie, 6 Folgen)
- 2023: Alla Vi Karlssons (Fernsehserie, Folge 1x09)
- 2023: Laxbralla (Fernsehserie, 2 Folgen)
- 2024: Gudstjänst
- 2025: Se upp för zombies!
- 2025: Ein halbes Jahr wie ein ganzes Leben (A Life's Worth, Fernsehserie)